# 서울동작소방서
서울동작소방서(서울銅雀消防署, Seoul Dongjak Fire Station)는 서울특별시 동작구를 관할하는 서울특별시 소방재난본부 산하의 소방서이다.
소방서장은 소방정으로 보한다.

## 조직
| - 소방행정과 - 소방행정팀 - 장비회계팀 - 홍보교육팀 | - 재난관리과 - 대응총괄팀 - 구조팀 - 구급팀 | - 예방과 - 예방팀 - 검사지도팀 - 위험물안전팀 | - 현장대응단 - 지휘팀 - 진압대 - 구조대 |

## 관할센터 및 관할구역
서울동작소방서는 3개의 119안전센터와 1개의 현장대응단을 산하에 두고 있다.
| 명칭                      | 사진 | 주소              | 관할구역                                | 지역대 |
| ------------------------- | ---- | ----------------- | --------------------------------------- | ------ |
| 서울동작소방서 현장대응단 |      | 여의대방로16길 55 | 신대방동, 대방동 단, 구조는 동작구 일원 |        |
| 노량진119안전센터         |      | 노량진로 187      | 흑석동, 노량진동, 본동, 동작동          |        |
| 상도119안전센터           |      | 국사봉1길 17      | 상도 2·3·4동                            |        |
| 백운119안전센터           |      | 사당로 63         | 상도 1·5동, 사당동                      |        |

## 사건사고
- 노량진 배수지 수몰 사고

## 같이 보기
- 대한민국 소방청
- 대한민국의 소방
- 대한민국 소방공무원

## 인접한 건물
- 대한민국 기상청
- 보라매공원
- ● 서울 경전철 신림선 보라매공원역